# 山口佐美麻呂
山口 佐美麻呂（やまぐち の さみまろ）は、奈良時代の貴族。名は沙弥麻呂・沙弥万呂・沙美万呂とも記される。正六位上・山口田主の子。官位は従五位下・備後介。

## 経歴
聖武朝末に造東大寺主典を務める。孝謙朝では紫微大疏次いで紫微少忠に任ぜられて光明皇太后に仕え、天平宝字2年（758年）には淳仁天皇の即位に伴って、内位の従五位下に叙せられるなど、藤原仲麻呂派の官人であったとみられる。天平宝字5年（761年）甲斐守に任ぜられるが、天平宝字8年（764年）藤原仲麻呂の乱に連座して位階を剥奪された。
神護景雲3年（769年）称徳天皇の由義宮行幸に奉仕して、罪を赦され本位（従五位下）に復す。光仁朝の宝亀3年（772年）4月に木工助に任ぜられるが、11月には備後介として地方官に転じた。

## 官歴
注記のないものは『続日本紀』による。
- 時期不詳：従八位上
- 天平20年（748年） 9月22日：見造東大寺主典[2]
- 時期不詳：正六位上
- 天平勝宝5年（753年） 5月7日：見紫微大疏兼近江大掾[3]
- 天平勝宝7歳（755年） 8月21日：見紫微少忠[4]
- 時期不詳：外従五位下
- 天平宝字2年（758年） 8月2日：従五位下（内位）
- 天平宝字5年（761年） 10月1日：甲斐守
- 天平宝字8年（764年） 日付不詳：位階剥奪
- 神護景雲3年（769年） 10月30日：従五位下（復位）
- 神護景雲4年（770年） 3月10日：会賀市司
- 宝亀3年（772年） 4月20日：木工助。11月1日：備後介